# ریدو-راک کلیف وارد
ریدو-راک کلیف وارد (انگلیسی: Rideau-Rockcliffe Ward) واقع در انتهای شرق شهر، یک بخش شهرداری در اتاوا، انتاریو، کانادا است.